# آونوی

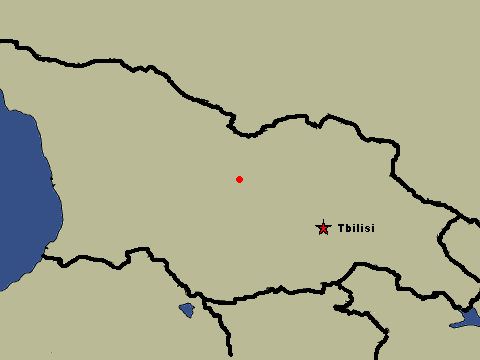
جایگاه آونوی در نقشه

آونوی (گرجی: ავნევი، آسی: Аунеу) یک دهکده کوچک در اوستیای جنوبی (منطقه‌ای از گرجستان که حاکمیت آن مورد اختلاف است) است. آونوی ۸۷۳ متر بالاتر از سطح دریا است و ۱۰۹ کیلومتر از پایتخت گرجستان تفلیس فاصله دارد. آونوی در سال ۲۰۰۸ هنگامی که در جریان جنگ اوستیای جنوبی ۲۰۰۸ گلوله‌باران شد، در اخبار مورد توجه قرار گرفت.